# Primera División 2013-2014 (Spagna)
La Primera División 2013-2014 è stata l'83ª edizione della massima serie, commercialmente denominata Liga BBVA, del campionato spagnolo di calcio, disputato tra il 17 agosto 2013 e il 18 maggio 2014 e concluso con la vittoria del Atlético Madrid al suo decimo titolo.
Capocannoniere del torneo è stato Cristiano Ronaldo (Real Madrid) con 31 reti.

## Stagione

### Novità
Nella stagione precedente sono retrocesse il Maiorca, il Deportivo La Coruña e il Real Saragozza, che sono rispettivamente arrivate 18ª, 19ª e 20ª.
Dalla Segunda División l'Elche e il Villarreal sono riuscite a centrare la promozione dopo il termine della stagione regolare: la prima si è laureata campione del torneo, la seconda è tornata in Primera División dopo un solo anno di militanza nella seconda serie spagnola.
L'Almería è riuscita a raggiungere la Liga dopo la vittoria nei play-off.
La comunità autonoma più rappresentata è quella dell'Andalusia, con cinque squadre (Betis, Siviglia, Málaga, Granada e Almería). Seguono la comunità di Madrid (Atlético Madrid, Getafe, Rayo Vallecano e Real Madrid) e la Comunità Valenciana (Elche, Levante, Valencia e Villarreal) con quattro ciascuna, Catalogna (Barcellona ed Espanyol) e Paesi Baschi (Athletic Bilbao e Real Sociedad) con due, e chiudono Castiglia e León (Real Valladolid), Galizia (Celta Vigo) e Navarra (Osasuna) con una squadra a testa.

### Formula
Al torneo partecipano 20 squadre che si sfidano in un girone all'italiana secondo la struttura più consueta dei campionati calcistici moderni. Ogni partecipante deve sfidare tutti gli altri per due volte: la prima nel girone d'andata, l'altra nel girone di ritorno. L'ordine in cui vengono affrontate le altre squadre è stabilito dal calendario, il quale stabilisce tutte le partite d'andata che verranno ripetute nello stesso ordine al ritorno, con l'inversione però del terreno di gioco. Vengono assegnati tre punti per la vittoria, uno per il pareggio e zero per la sconfitta, indipendentemente dal fattore campo.
Come la stagione precedente, per via del Ranking Uefa le prime tre squadre si qualificano alla fase a gironi della UEFA Champions League, la 4ª classificata nei turni preliminari della stessa competizione. Accedono alla UEFA Europa League la 5ª e la 6ª classificata e la vincitrice della Coppa del Re 2013-2014. Qualora quest'ultima però avesse già ottenuto la qualificazione alle competizioni UEFA (quindi fosse arrivata tra la 1ª e la 6ª posizione in campionato) allora a qualificarsi per la UEFA Europa League sarà la squadra finalista perdente oppure quella che ha terminato la stagione in 7ª posizione. Le ultime 3 squadre retrocedono direttamente in Segunda División 2014-2015.

## Squadre partecipanti
| Club            | Stagione | Città         | Stadio                              | Stagione precedente                                    |
| --------------- | -------- | ------------- | ----------------------------------- | ------------------------------------------------------ |
| Almería         | dettagli | Almería       | Estadio de los Juegos Mediterráneos | 3º posto in Segunda División, promosso dopo i play-off |
| Athletic Bilbao | dettagli | Bilbao        | San Mamés Barria                    | 12º posto nella Primera División                       |
| Atlético Madrid | dettagli | Madrid        | Estadio Vicente Calderón            | 3º posto nella Primera División                        |
| Barcellona      | dettagli | Barcellona    | Camp Nou                            | 1º posto nella Primera División                        |
| Real Betis      | dettagli | Siviglia      | Estadio Benito Villamarín           | 7º posto nella Primera División                        |
| Celta Vigo      | dettagli | Vigo          | Stadio Balaídos                     | 17º posto nella Primera División                       |
| Elche           | dettagli | Elche         | Estadio Manuel Martínez Valero      | 1º posto in Segunda División, promosso                 |
| Espanyol        | dettagli | Barcellona    | Estadi Cornellà-El Prat             | 13º posto nella Primera División                       |
| Getafe          | dettagli | Getafe        | Coliseum Alfonso Pérez              | 10º posto nella Primera División                       |
| Granada         | dettagli | Granada       | Nuevo Estadio de Los Cármenes       | 15º posto nella Primera División                       |
| Levante         | dettagli | Valencia      | Estadio Ciutat de Valencia          | 11º posto nella Primera División                       |
| Malaga          | dettagli | Malaga        | Estadio La Rosaleda                 | 6º posto nella Primera División                        |
| Osasuna         | dettagli | Pamplona      | Estadio Reyno de Navarra            | 16º posto nella Primera División                       |
| Rayo Vallecano  | dettagli | Madrid        | Campo de Fútbol de Vallecas         | 8º posto nella Primera División                        |
| Real Madrid     | dettagli | Madrid        | Estadio Santiago Bernabéu           | 2º posto nella Primera División                        |
| Real Sociedad   | dettagli | San Sebastián | Estadio Municipal de Anoeta         | 4º posto nella Primera División                        |
| Real Valladolid | dettagli | Valladolid    | Estadio Municipal José Zorrilla     | 14º posto nella Primera División                       |
| Siviglia        | dettagli | Siviglia      | Estadio Ramón Sánchez-Pizjuán       | 9º posto nella Primera División                        |
| Valencia        | dettagli | Valencia      | Estadio de Mestalla                 | 5º posto nella Primera División                        |
| Villarreal      | dettagli | Vila-real     | El Madrigal                         | 2º posto in Segunda División, promosso                 |

## Allenatori e primatisti
| Squadra         | Allenatore                                                                 | Calciatore più presente                                    | Cannoniere                              |
| --------------- | -------------------------------------------------------------------------- | ---------------------------------------------------------- | --------------------------------------- |
| Almeria         | Francisco Javier Rodríguez Vílchez                                         | Esteban (38)                                               | Rodri (8) Verza (8)                     |
| Athletic Bilbao | Ernesto Valverde                                                           | Markel Susaeta (38)                                        | Aritz Aduriz (16)                       |
| Atlético Madrid | Diego Simeone                                                              | Thibaut Courtois (37)                                      | Diego Costa (27)                        |
| Barcellona      | Gerardo Martino                                                            | Pedro (33)                                                 | Lionel Messi (28)                       |
| Betis           | Pepe Mel (1ª-15ª) Juan Carlos Garrido (15ª-20ª) Gabriel Calderón (21ª-38ª) | Juanfran (34)                                              | Rubén Castro (10)                       |
| Celta Vigo      | Luis Enrique                                                               | Andreu Fontàs (35) Nolito (35) Yoel (35)                   | Nolito (14)                             |
| Elche           | Fran Escribá                                                               | Coro (36)                                                  | Coro (6) Richmond Boakye (6)            |
| Espanyol        | Javier Aguirre                                                             | Sergio García (37) Kiko Casilla (37)                       | Sergio García (12)                      |
| Getafe          | Luis García Plaza                                                          | Bertrand Fontaine (38)                                     | Pedro León (7) Ángel Lafita (7)         |
| Granada         | Lucas Alcaraz                                                              |                                                            | Youssef El-Arabi (12)                   |
| Levante         | Joaquín Caparrós                                                           | Keylor Navas (37)                                          | David Barral (7)                        |
| Malaga          | Bernd Schuster                                                             | Caballero (38)                                             | Santa Cruz (6)                          |
| Osasuna         | José Luis Mendilibar (1ª-3ª) Javi Gracia (4ª-38ª)                          |                                                            |                                         |
| Rayo Vallecano  | Paco                                                                       | Roberto Trashorras (37) Alberto Bueno (37)                 | Joaquín Larrivey (12)                   |
| Real Madrid     | Carlo Ancelotti                                                            | Diego López (36)                                           | Cristinano Ronaldo (31)                 |
| Real Sociedad   | Jagoba Arrasate                                                            | Claudio Bravo (37) Carlos Vela (37)                        | Antoine Griezmann (16) Carlos Vela (16) |
| Real Valladolid | Juan Ignacio Martínez                                                      | Javi Guerra (37) Carlos Peña (37)                          | Javi Guerra (15)                        |
| Siviglia        | Unai Emery                                                                 | Carlos Bacca (35) Kévin Gameiro (35)                       | Kévin Gameiro (15)                      |
| Valencia        | Miroslav Đukić (1ª-16ª) Juan Antonio Pizzi (17ª-38ª)                       | Juan Bernat (32) Sofiane Feghouli (32) Jérémy Mathieu (32) | Jonas (10)                              |
| Villarreal      | Marcelino García Toral                                                     | Bruno (36) Mario (36)                                      | Ikechukwu Uche (14)                     |

## Classifica finale
Fonte
|  | Pos. | Squadra         | Pt | G  | V  | N  | P  | GF  | GS | DR  |
|  | ---- | --------------- | -- | -- | -- | -- | -- | --- | -- | --- |
|  | 1.   | Atlético Madrid | 90 | 38 | 28 | 6  | 4  | 77  | 26 | +51 |
|  | 2.   | Barcellona      | 87 | 38 | 27 | 6  | 5  | 100 | 33 | +67 |
|  | 3.   | Real Madrid     | 87 | 38 | 27 | 6  | 5  | 104 | 38 | +66 |
|  | 4.   | Athletic Bilbao | 70 | 38 | 20 | 10 | 8  | 66  | 39 | +27 |
|  | 5.   | Siviglia        | 63 | 38 | 18 | 9  | 11 | 69  | 52 | +17 |
|  | 6.   | Villarreal      | 59 | 38 | 17 | 8  | 13 | 60  | 44 | +16 |
|  | 7.   | Real Sociedad   | 59 | 38 | 16 | 11 | 11 | 62  | 55 | +7  |
|  | 8.   | Valencia        | 49 | 38 | 13 | 10 | 15 | 51  | 53 | -2  |
|  | 9.   | Celta Vigo      | 49 | 38 | 14 | 7  | 17 | 49  | 54 | -5  |
|  | 10.  | Levante         | 48 | 38 | 12 | 12 | 14 | 35  | 43 | -8  |
|  | 11.  | Malaga          | 45 | 38 | 12 | 9  | 17 | 39  | 46 | -7  |
|  | 12.  | Rayo Vallecano  | 43 | 38 | 13 | 4  | 21 | 46  | 80 | -34 |
|  | 13.  | Getafe          | 42 | 38 | 11 | 9  | 18 | 35  | 54 | -19 |
|  | 14.  | Espanyol        | 42 | 38 | 11 | 9  | 18 | 41  | 51 | -10 |
|  | 15.  | Granada         | 41 | 38 | 12 | 5  | 21 | 32  | 56 | -24 |
|  | 16.  | Elche           | 40 | 38 | 9  | 13 | 16 | 30  | 50 | -20 |
|  | 17.  | Almería         | 40 | 38 | 11 | 7  | 20 | 43  | 71 | -28 |
|  | 18.  | Osasuna         | 39 | 38 | 10 | 9  | 19 | 32  | 62 | -30 |
|  | 19.  | Real Valladolid | 36 | 38 | 7  | 15 | 16 | 38  | 60 | -22 |
|  | 20.  | Real Betis      | 25 | 38 | 6  | 7  | 25 | 36  | 78 | -42 |

Legenda:
      Campione di Spagna e ammessa alla UEFA Champions League 2014-2015
      Ammesse alla fase a gironi UEFA Champions League 2014-2015
      Ammessa agli spareggi (percorso piazzate) della UEFA Champions League 2014-2015.
      Ammesse alla fase a gironi della UEFA Europa League 2014-2015
      Ammessi alle qualificazioni della UEFA Europa League 2014-2015.
      Retrocesse in Segunda División 2014-2015
Regolamento:
Tre punti a vittoria, uno a pareggio, zero a sconfitta.
In caso di arrivo di due squadre a pari punti, la graduatoria verrà stilata in base all'ordine dei seguenti criteri:
- Differenza reti negli scontri diretti
- Differenza reti generale
- Reti realizzate in generale

In caso di arrivo di tre o più squadre a pari punti, la graduatoria verrà stilata in base all'ordine dei seguenti criteri:
- Punti negli scontri diretti (classifica avulsa)
- Differenza reti negli scontri diretti
- Differenza reti generale
- Reti realizzate in generale
- Classifica fair-play stilata a inizio stagione

Nel caso un criterio escluda solamente alcune delle squadre, senza quindi determinare l'ordine completo, tali squadre vengono escluse dal criterio successivo, rimanendo così senza possibilità di posizionarsi meglio.

### Squadra campione
| Formazione tipo (4-4-2) | Giocatori (presenze)      |
| --- | ------------------------- |
| Courtois Juanfran Godín Miranda Filipe Luís Tiago Gabi Koke Diego Costa Villa Raúl García | Thibaut Courtois (37)     |
| Courtois Juanfran Godín Miranda Filipe Luís Tiago Gabi Koke Diego Costa Villa Raúl García | Juanfran (35)             |
| Courtois Juanfran Godín Miranda Filipe Luís Tiago Gabi Koke Diego Costa Villa Raúl García | Diego Godín (34)          |
| Courtois Juanfran Godín Miranda Filipe Luís Tiago Gabi Koke Diego Costa Villa Raúl García | João Miranda (32)         |
| Courtois Juanfran Godín Miranda Filipe Luís Tiago Gabi Koke Diego Costa Villa Raúl García | Filipe Luís (32)          |
| Courtois Juanfran Godín Miranda Filipe Luís Tiago Gabi Koke Diego Costa Villa Raúl García | Tiago Mendes (23)         |
| Courtois Juanfran Godín Miranda Filipe Luís Tiago Gabi Koke Diego Costa Villa Raúl García | Gabi (36)                 |
| Courtois Juanfran Godín Miranda Filipe Luís Tiago Gabi Koke Diego Costa Villa Raúl García | Diego Costa (35)          |
| Courtois Juanfran Godín Miranda Filipe Luís Tiago Gabi Koke Diego Costa Villa Raúl García | Koke (36)                 |
| Courtois Juanfran Godín Miranda Filipe Luís Tiago Gabi Koke Diego Costa Villa Raúl García | Raúl García (35)          |
| Courtois Juanfran Godín Miranda Filipe Luís Tiago Gabi Koke Diego Costa Villa Raúl García | David Villa (36)          |
| Courtois Juanfran Godín Miranda Filipe Luís Tiago Gabi Koke Diego Costa Villa Raúl García | Allenatore: Diego Simeone |
| Altri giocatori: Arda Turan (30), Adrián (22), Cristian Rodríguez (20), Mario Suárez Mata (17), José Ernesto Sosa (15), Diego (13), Toby Alderweireld (12), Emiliano Insúa (6), Javier Manquillo (3), Daniel Aranzubía (1), José Giménez (1). |                           |

## Risultati

### Tabellone
Leggendo per riga si hanno i risultati casalinghi della squadra indicata in prima colonna, mentre leggendo per colonna si hanno i risultati in trasferta della squadra in prima riga.
|                 | ALM  | ATH  | ATM  | BAR  | BET  | CEL  | ELC  | ESP  | GET  | GRA  | LEV  | MAL  | OSA  | RAY  | RMA  | RSO  | RVA  | SIV  | VAL  | VIL  |
| --------------- | ---- | ---- | ---- | ---- | ---- | ---- | ---- | ---- | ---- | ---- | ---- | ---- | ---- | ---- | ---- | ---- | ---- | ---- | ---- | ---- |
| Almería         | –––– | 0-0  | 2-0  | 0-2  | 3-2  | 2-4  | 2-2  | 0-0  | 1-0  | 3-0  | 2-2  | 0-0  | 1-2  | 0-1  | 0-5  | 4-3  | 1-0  | 1-3  | 2-2  | 2-3  |
| Athletic Bilbao | 6-1  | –––– | 1-2  | 1-0  | 2-1  | 3-2  | 2-2  | 1-2  | 1-0  | 4-0  | 2-1  | 3-0  | 2-0  | 2-1  | 1-1  | 1-1  | 4-2  | 3-1  | 1-1  | 2-0  |
| Atlético Madrid | 4-2  | 2-0  | –––– | 0-0  | 5-0  | 2-1  | 2-0  | 1-0  | 7-0  | 1-0  | 3-2  | 1-1  | 2-1  | 5-0  | 2-2  | 4-0  | 4-0  | 1-1  | 3-0  | 1-0  |
| Barcellona      | 4-1  | 2-1  | 1-1  | –––– | 3-1  | 3-0  | 4-0  | 1-0  | 2-2  | 4-0  | 7-0  | 3-0  | 7-0  | 6-0  | 2-1  | 4-1  | 4-1  | 3-2  | 2-3  | 2-1  |
| Betis           | 0-1  | 0-2  | 0-2  | 1-4  | –––– | 1-2  | 1-2  | 2-0  | 2-0  | 0-0  | 0-0  | 1-2  | 1-2  | 4-3  | 0-5  | 0-1  | 2-2  | 0-2  | 3-1  | 1-0  |
| Celta Vigo      | 3-1  | 0-0  | 0-2  | 0-3  | 4-2  | –––– | 0-1  | 2-2  | 1-1  | 1-1  | 0-1  | 0-2  | 1-1  | 0-2  | 2-0  | 0-0  | 4-1  | 1-0  | 2-1  | 0-0  |
| Elche           | 1-0  | 0-0  | 0-2  | 0-0  | 0-0  | 1-0  | –––– | 2-1  | 1-0  | 0-1  | 1-1  | 0-1  | 0-0  | 2-0  | 1-2  | 1-1  | 0-0  | 1-1  | 2-1  | 0-1  |
| Espanyol        | 1-2  | 3-2  | 1-0  | 0-1  | 0-0  | 1-0  | 3-1  | –––– | 0-2  | 1-0  | 0-0  | 0-0  | 1-1  | 2-2  | 0-1  | 1-2  | 4-2  | 1-3  | 3-1  | 1-2  |
| Getafe          | 2-2  | 0-1  | 0-2  | 2-5  | 3-1  | 2-0  | 1-1  | 0-0  | –––– | 3-3  | 1-0  | 1-0  | 2-1  | 0-1  | 0-3  | 2-2  | 0-1  | 1-0  | 0-0  | 0-1  |
| Granada         | 0-2  | 2-0  | 1-2  | 1-0  | 1-0  | 1-2  | 1-0  | 0-1  | 0-2  | –––– | 0-2  | 3-1  | 0-0  | 0-3  | 0-1  | 1-3  | 4-0  | 1-2  | 0-1  | 2-0  |
| Levante         | 1-0  | 1-2  | 2-0  | 1-1  | 1-3  | 0-1  | 2-1  | 3-0  | 0-0  | 0-1  | –––– | 1-0  | 2-0  | 0-0  | 2-3  | 0-0  | 1-1  | 0-0  | 2-0  | 0-3  |
| Málaga          | 2-0  | 1-2  | 0-1  | 0-1  | 3-2  | 0-5  | 0-1  | 1-2  | 1-0  | 4-1  | 1-0  | –––– | 0-1  | 5-0  | 0-1  | 0-1  | 1-1  | 3-2  | 1-1  | 2-0  |
| Osasuna         | 0-1  | 1-5  | 3-0  | 0-0  | 2-1  | 2-0  | 2-1  | 1-0  | 2-0  | 1-2  | 0-1  | 0-2  | –––– | 3-1  | 2-2  | 1-1  | 0-0  | 1-2  | 1-1  | 0-3  |
| Rayo Vallecano  | 3-1  | 0-3  | 2-4  | 0-4  | 3-1  | 3-0  | 3-0  | 1-4  | 1-2  | 0-2  | 1-2  | 4-1  | 1-0  | –––– | 2-3  | 1-0  | 0-3  | 0-1  | 1-0  | 2-5  |
| Real Madrid     | 4-0  | 3-1  | 0-1  | 3-4  | 2-1  | 3-0  | 3-0  | 3-1  | 4-1  | 2-0  | 3-0  | 2-0  | 4-0  | 5-0  | –––– | 5-1  | 4-0  | 7-3  | 2-2  | 4-2  |
| Real Sociedad   | 3-0  | 2-0  | 1-2  | 3-1  | 5-1  | 4-3  | 4-0  | 2-1  | 2-0  | 1-1  | 0-0  | 0-0  | 5-0  | 2-3  | 0-4  | –––– | 1-0  | 1-1  | 1-0  | 1-2  |
| Real Valladolid | 1-0  | 1-2  | 0-2  | 1-0  | 0-0  | 3-0  | 2-2  | 1-0  | 1-0  | 0-1  | 1-1  | 2-2  | 0-1  | 1-1  | 1-1  | 2-2  | –––– | 2-2  | 0-0  | 1-0  |
| Siviglia        | 2-1  | 1-1  | 1-3  | 1-4  | 4-0  | 0-1  | 3-1  | 4-1  | 3-0  | 4-0  | 2-3  | 2-2  | 2-1  | 4-1  | 2-1  | 1-0  | 4-1  | –––– | 0-0  | 0-0  |
| Valencia        | 1-2  | 1-1  | 0-1  | 2-3  | 5-0  | 2-1  | 2-1  | 2-2  | 1-3  | 2-1  | 2-0  | 1-0  | 3-0  | 1-0  | 2-3  | 1-2  | 2-2  | 3-1  | –––– | 2-1  |
| Villarreal      | 2-0  | 1-1  | 1-1  | 2-3  | 1-1  | 0-2  | 1-1  | 2-1  | 0-2  | 3-0  | 1-0  | 1-1  | 3-1  | 4-0  | 2-2  | 5-1  | 2-1  | 1-2  | 4-1  | –––– |

### Calendario
| andata (1ª) | andata (1ª) | 1ª giornata                     | ritorno (20ª) | ritorno (20ª) |
|             |             |                                 |               |               |
| 17 ago.     | 2-0         | Real Sociedad-Getafe            | 2-2           | 19 gen.       |
| 17 ago.     | 1-2         | Real Valladolid-Athletic Bilbao | 2-4           | 19 gen.       |
| 17 ago.     | 1-0         | Valencia-Málaga                 | 0-0           | 19 gen.       |
| 18 ago.     | 7-0         | Barcellona-Levante              | 1-1           | 19 gen.       |
| 18 ago.     | 2-1         | Real Madrid-Betis Siviglia      | 5-0           | 19 gen.       |
| 18 ago.     | 1-2         | Osasuna-Granada                 | 0-0           | 19 gen.       |
| 18 ago.     | 1-3         | Siviglia-Atlético Madrid        | 1-1           | 19 gen.       |
| 19 ago.     | 3-0         | Rayo Vallecano-Elche            | 0-2           | 19 gen.       |
| 19 ago.     | 2-2         | Celta Vigo-Espanyol             | 0-1           | 19 gen.       |
| 19 ago.     | 2-3         | Almería-Villarreal              | 0-2           | 19 gen.       |

| andata (2ª) | andata (2ª) | 2ª giornata                    | ritorno (21ª) | ritorno (21ª) |
|             |             |                                |               |               |
| 23 ago.     | 2-2         | Getafe-Almería                 | 0-1           | 26 gen.       |
| 23 ago.     | 2-0         | Athletic Bilbao-Osasuna        | 5-1           | 26 gen.       |
| 24 ago.     | 1-1         | Elche-Real Sociedad            | 0-4           | 26 gen.       |
| 24 ago.     | 3-1         | Espanyol-Valencia              | 2-2           | 26 gen.       |
| 24 ago.     | 2-1         | Villarreal-Real Valladolid     | 0-1           | 26 gen.       |
| 25 ago.     | 5-0         | Atlético Madrid-Rayo Vallecano | 4-2           | 26 gen.       |
| 25 ago.     | 0-0         | Levante-Siviglia               | 3-2           | 26 gen.       |
| 25 ago.     | 0-1         | Málaga-Barcellona              | 0-3           | 26 gen.       |
| 25 ago.     | 1-2         | Betis Siviglia-Celta Vigo      | 2-4           | 26 gen.       |
| 26 ago.     | 0-1         | Granada-Real Madrid            | 0-2           | 26 gen.       |

| andata (1ª) | andata (1ª) | 1ª giornata                     | ritorno (20ª) | ritorno (20ª) |
|             |             |                                 |               |               |
| 17 ago.     | 2-0         | Real Sociedad-Getafe            | 2-2           | 19 gen.       |
| 17 ago.     | 1-2         | Real Valladolid-Athletic Bilbao | 2-4           | 19 gen.       |
| 17 ago.     | 1-0         | Valencia-Málaga                 | 0-0           | 19 gen.       |
| 18 ago.     | 7-0         | Barcellona-Levante              | 1-1           | 19 gen.       |
| 18 ago.     | 2-1         | Real Madrid-Betis Siviglia      | 5-0           | 19 gen.       |
| 18 ago.     | 1-2         | Osasuna-Granada                 | 0-0           | 19 gen.       |
| 18 ago.     | 1-3         | Siviglia-Atlético Madrid        | 1-1           | 19 gen.       |
| 19 ago.     | 3-0         | Rayo Vallecano-Elche            | 0-2           | 19 gen.       |
| 19 ago.     | 2-2         | Celta Vigo-Espanyol             | 0-1           | 19 gen.       |
| 19 ago.     | 2-3         | Almería-Villarreal              | 0-2           | 19 gen.       |

| andata (2ª) | andata (2ª) | 2ª giornata                    | ritorno (21ª) | ritorno (21ª) |
|             |             |                                |               |               |
| 23 ago.     | 2-2         | Getafe-Almería                 | 0-1           | 26 gen.       |
| 23 ago.     | 2-0         | Athletic Bilbao-Osasuna        | 5-1           | 26 gen.       |
| 24 ago.     | 1-1         | Elche-Real Sociedad            | 0-4           | 26 gen.       |
| 24 ago.     | 3-1         | Espanyol-Valencia              | 2-2           | 26 gen.       |
| 24 ago.     | 2-1         | Villarreal-Real Valladolid     | 0-1           | 26 gen.       |
| 25 ago.     | 5-0         | Atlético Madrid-Rayo Vallecano | 4-2           | 26 gen.       |
| 25 ago.     | 0-0         | Levante-Siviglia               | 3-2           | 26 gen.       |
| 25 ago.     | 0-1         | Málaga-Barcellona              | 0-3           | 26 gen.       |
| 25 ago.     | 1-2         | Betis Siviglia-Celta Vigo      | 2-4           | 26 gen.       |
| 26 ago.     | 0-1         | Granada-Real Madrid            | 0-2           | 26 gen.       |

| andata (3ª) | andata (3ª) | 3ª giornata                   | ritorno (22ª) | ritorno (22ª) |
|             |             |                               |               |               |
| 30 ago.     | 1-2         | Rayo Vallecano-Levante        | 0-0           | 2 feb.        |
| 30 ago.     | 2-2         | Almería-Elche                 | 0-1           | 2 feb.        |
| 31 ago.     | 1-1         | Celta Vigo-Granada            | 2-1           | 2 feb.        |
| 31 ago.     | 1-0         | Real Valladolid-Getafe        | 0-0           | 2 feb.        |
| 31 ago.     | 0-3         | Osasuna-Villarreal            | 1-3           | 2 feb.        |
| 1º set.     | 3-1         | Real Madrid-Athletic Bilbao   | 1-1           | 2 feb.        |
| 1º set.     | 0-0         | Espanyol-Betis Siviglia       | 0-2           | 2 feb.        |
| 1º set.     | 1-2         | Real Sociedad-Atlético Madrid | 0-4           | 2 feb.        |
| 1º set.     | 2-3         | Valencia-Barcellona           | 3-2           | 2 feb.        |
| 1º set.     | 2-2         | Siviglia-Málaga               | 2-3           | 2 feb.        |

| andata (4ª) | andata (4ª) | 4ª giornata                | ritorno (23ª) | ritorno (23ª) |
|             |             |                            |               |               |
| 14 set.     | 4-2         | Atlético Madrid-Almería    | 0-2           | 9 feb.        |
| 14 set.     | 0-0         | Levante-Real Sociedad      | 0-0           | 9 feb.        |
| 14 set.     | 3-2         | Barcellona-Siviglia        | 4-1           | 9 feb.        |
| 14 set.     | 2-2         | Villarreal-Real Madrid     | 2-4           | 9 feb.        |
| 15 set.     | 0-1         | Granada-Espanyol           | 0-1           | 9 feb.        |
| 15 set.     | 2-1         | Getafe-Osasuna             | 0-2           | 9 feb.        |
| 15 set.     | 5-0         | Málaga-Rayo Vallecano      | 1-4           | 9 feb.        |
| 15 set.     | 3-1         | Betis Siviglia-Valencia    | 0-5           | 9 feb.        |
| 16 set.     | 0-0         | Elche-Real Valladolid      | 2-2           | 9 feb.        |
| 16 set.     | 3-2         | Athletic Bilbao-Celta Vigo | 0-0           | 9 feb.        |

| andata (3ª) | andata (3ª) | 3ª giornata                   | ritorno (22ª) | ritorno (22ª) |
|             |             |                               |               |               |
| 30 ago.     | 1-2         | Rayo Vallecano-Levante        | 0-0           | 2 feb.        |
| 30 ago.     | 2-2         | Almería-Elche                 | 0-1           | 2 feb.        |
| 31 ago.     | 1-1         | Celta Vigo-Granada            | 2-1           | 2 feb.        |
| 31 ago.     | 1-0         | Real Valladolid-Getafe        | 0-0           | 2 feb.        |
| 31 ago.     | 0-3         | Osasuna-Villarreal            | 1-3           | 2 feb.        |
| 1º set.     | 3-1         | Real Madrid-Athletic Bilbao   | 1-1           | 2 feb.        |
| 1º set.     | 0-0         | Espanyol-Betis Siviglia       | 0-2           | 2 feb.        |
| 1º set.     | 1-2         | Real Sociedad-Atlético Madrid | 0-4           | 2 feb.        |
| 1º set.     | 2-3         | Valencia-Barcellona           | 3-2           | 2 feb.        |
| 1º set.     | 2-2         | Siviglia-Málaga               | 2-3           | 2 feb.        |

| andata (4ª) | andata (4ª) | 4ª giornata                | ritorno (23ª) | ritorno (23ª) |
|             |             |                            |               |               |
| 14 set.     | 4-2         | Atlético Madrid-Almería    | 0-2           | 9 feb.        |
| 14 set.     | 0-0         | Levante-Real Sociedad      | 0-0           | 9 feb.        |
| 14 set.     | 3-2         | Barcellona-Siviglia        | 4-1           | 9 feb.        |
| 14 set.     | 2-2         | Villarreal-Real Madrid     | 2-4           | 9 feb.        |
| 15 set.     | 0-1         | Granada-Espanyol           | 0-1           | 9 feb.        |
| 15 set.     | 2-1         | Getafe-Osasuna             | 0-2           | 9 feb.        |
| 15 set.     | 5-0         | Málaga-Rayo Vallecano      | 1-4           | 9 feb.        |
| 15 set.     | 3-1         | Betis Siviglia-Valencia    | 0-5           | 9 feb.        |
| 16 set.     | 0-0         | Elche-Real Valladolid      | 2-2           | 9 feb.        |
| 16 set.     | 3-2         | Athletic Bilbao-Celta Vigo | 0-0           | 9 feb.        |

| andata (5ª) | andata (5ª) | 5ª giornata                     | ritorno (24ª) | ritorno (24ª) |
|             |             |                                 |               |               |
| 20 set.     | 2-1         | Osasuna-Elche                   | 0-0           | 16 feb.       |
| 21 set.     | 0-0         | Real Sociedad-Málaga            | 1-0           | 16 feb.       |
| 21 set.     | 2-2         | Almería-Levante                 | 0-1           | 16 feb.       |
| 21 set.     | 0-4         | Rayo Vallecano-Barcellona       | 0-6           | 16 feb.       |
| 21 set.     | 0-2         | Real Valladolid-Atlético Madrid | 0-3           | 16 feb.       |
| 22 set.     | 0-0         | Betis Siviglia-Granada          | 0-1           | 16 feb.       |
| 22 set.     | 0-0         | Celta Vigo-Villarreal           | 2-0           | 16 feb.       |
| 22 set.     | 4-1         | Real Madrid-Getafe              | 3-0           | 16 feb.       |
| 22 set.     | 3-1         | Valencia-Siviglia               | 0-0           | 16 feb.       |
| 23 set.     | 3-2         | Espanyol-Athletic Bilbao        | 2-1           | 16 feb.       |

| andata (6ª) | andata (6ª) | 6ª giornata                    | ritorno (25ª) | ritorno (25ª) |
|             |             |                                |               |               |
| 24 set.     | 1-1         | Levante-Real Valladolid        | 1-1           | 23 feb.       |
| 24 set.     | 4-1         | Barcellona-Real Sociedad       | 1-3           | 23 feb.       |
| 24 set.     | 2-0         | Málaga-Almería                 | 0-0           | 23 feb.       |
| 24 set.     | 2-1         | Atlético Madrid-Osasuna        | 0-3           | 23 feb.       |
| 25 set.     | 4-1         | Siviglia-Rayo Vallecano        | 1-0           | 23 feb.       |
| 25 set.     | 0-1         | Granada-Valencia               | 1-2           | 23 feb.       |
| 25 set.     | 1-2         | Elche-Real Madrid              | 0-3           | 23 feb.       |
| 26 set.     | 2-1         | Athletic Bilbao-Betis Siviglia | 2-0           | 23 feb.       |
| 26 set.     | 2-0         | Getafe-Celta Vigo              | 1-1           | 23 feb.       |
| 26 set.     | 2-1         | Villarreal-Espanyol            | 2-1           | 23 feb.       |

| andata (5ª) | andata (5ª) | 5ª giornata                     | ritorno (24ª) | ritorno (24ª) |
|             |             |                                 |               |               |
| 20 set.     | 2-1         | Osasuna-Elche                   | 0-0           | 16 feb.       |
| 21 set.     | 0-0         | Real Sociedad-Málaga            | 1-0           | 16 feb.       |
| 21 set.     | 2-2         | Almería-Levante                 | 0-1           | 16 feb.       |
| 21 set.     | 0-4         | Rayo Vallecano-Barcellona       | 0-6           | 16 feb.       |
| 21 set.     | 0-2         | Real Valladolid-Atlético Madrid | 0-3           | 16 feb.       |
| 22 set.     | 0-0         | Betis Siviglia-Granada          | 0-1           | 16 feb.       |
| 22 set.     | 0-0         | Celta Vigo-Villarreal           | 2-0           | 16 feb.       |
| 22 set.     | 4-1         | Real Madrid-Getafe              | 3-0           | 16 feb.       |
| 22 set.     | 3-1         | Valencia-Siviglia               | 0-0           | 16 feb.       |
| 23 set.     | 3-2         | Espanyol-Athletic Bilbao        | 2-1           | 16 feb.       |

| andata (6ª) | andata (6ª) | 6ª giornata                    | ritorno (25ª) | ritorno (25ª) |
|             |             |                                |               |               |
| 24 set.     | 1-1         | Levante-Real Valladolid        | 1-1           | 23 feb.       |
| 24 set.     | 4-1         | Barcellona-Real Sociedad       | 1-3           | 23 feb.       |
| 24 set.     | 2-0         | Málaga-Almería                 | 0-0           | 23 feb.       |
| 24 set.     | 2-1         | Atlético Madrid-Osasuna        | 0-3           | 23 feb.       |
| 25 set.     | 4-1         | Siviglia-Rayo Vallecano        | 1-0           | 23 feb.       |
| 25 set.     | 0-1         | Granada-Valencia               | 1-2           | 23 feb.       |
| 25 set.     | 1-2         | Elche-Real Madrid              | 0-3           | 23 feb.       |
| 26 set.     | 2-1         | Athletic Bilbao-Betis Siviglia | 2-0           | 23 feb.       |
| 26 set.     | 2-0         | Getafe-Celta Vigo              | 1-1           | 23 feb.       |
| 26 set.     | 2-1         | Villarreal-Espanyol            | 2-1           | 23 feb.       |

| andata (7ª) | andata (7ª) | 7ª giornata                 | ritorno (26ª) | ritorno (26ª) |
|             |             |                             |               |               |
| 27 set.     | 2-2         | Real Valladolid-Málaga      | 1-1           | 2 mar.        |
| 28 set.     | 1-0         | Valencia-Rayo Vallecano     | 0-1           | 2 mar.        |
| 28 set.     | 0-2         | Almería-Barcellona          | 1-4           | 2 mar.        |
| 28 set.     | 1-1         | Real Sociedad-Siviglia      | 0-1           | 2 mar.        |
| 28 set.     | 0-1         | Real Madrid-Atlético Madrid | 2-2           | 2 mar.        |
| 29 set.     | 0-1         | Osasuna-Levante             | 0-2           | 2 mar.        |
| 29 set.     | 0-1         | Celta Vigo-Elche            | 0-1           | 2 mar.        |
| 29 set.     | 0-2         | Espanyol-Getafe             | 0-0           | 2 mar.        |
| 29 set.     | 1-0         | Betis Siviglia-Villarreal   | 1-1           | 2 mar.        |
| 30 set.     | 2-0         | Granada-Athletic Bilbao     | 0-4           | 2 mar.        |

| andata (8ª) | andata (8ª) | 8ª giornata                  | ritorno (27ª) | ritorno (27ª) |
|             |             |                              |               |               |
| 4 ott.      | 3-0         | Villarreal-Granada           | 0-2           | 9 mar.        |
| 4 ott.      | 0-1         | Málaga-Osasuna               | 2-0           | 9 mar.        |
| 5 ott.      | 2-1         | Elche-Espanyol               | 1-3           | 9 mar.        |
| 5 ott.      | 1-0         | Rayo Vallecano-Real Sociedad | 3-2           | 9 mar.        |
| 5 ott.      | 2-3         | Levante-Real Madrid          | 0-3           | 9 mar.        |
| 5 ott.      | 4-1         | Barcellona-Real Valladolid   | 0-1           | 9 mar.        |
| 6 ott.      | 2-1         | Atlético Madrid-Celta Vigo   | 2-0           | 9 mar.        |
| 6 ott.      | 2-1         | Siviglia-Almería             | 3-1           | 9 mar.        |
| 6 ott.      | 3-1         | Getafe-Betis Siviglia        | 0-2           | 9 mar.        |
| 6 ott.      | 1-1         | Athletic Bilbao-Valencia     | 1-1           | 9 mar.        |

| andata (7ª) | andata (7ª) | 7ª giornata                 | ritorno (26ª) | ritorno (26ª) |
|             |             |                             |               |               |
| 27 set.     | 2-2         | Real Valladolid-Málaga      | 1-1           | 2 mar.        |
| 28 set.     | 1-0         | Valencia-Rayo Vallecano     | 0-1           | 2 mar.        |
| 28 set.     | 0-2         | Almería-Barcellona          | 1-4           | 2 mar.        |
| 28 set.     | 1-1         | Real Sociedad-Siviglia      | 0-1           | 2 mar.        |
| 28 set.     | 0-1         | Real Madrid-Atlético Madrid | 2-2           | 2 mar.        |
| 29 set.     | 0-1         | Osasuna-Levante             | 0-2           | 2 mar.        |
| 29 set.     | 0-1         | Celta Vigo-Elche            | 0-1           | 2 mar.        |
| 29 set.     | 0-2         | Espanyol-Getafe             | 0-0           | 2 mar.        |
| 29 set.     | 1-0         | Betis Siviglia-Villarreal   | 1-1           | 2 mar.        |
| 30 set.     | 2-0         | Granada-Athletic Bilbao     | 0-4           | 2 mar.        |

| andata (8ª) | andata (8ª) | 8ª giornata                  | ritorno (27ª) | ritorno (27ª) |
|             |             |                              |               |               |
| 4 ott.      | 3-0         | Villarreal-Granada           | 0-2           | 9 mar.        |
| 4 ott.      | 0-1         | Málaga-Osasuna               | 2-0           | 9 mar.        |
| 5 ott.      | 2-1         | Elche-Espanyol               | 1-3           | 9 mar.        |
| 5 ott.      | 1-0         | Rayo Vallecano-Real Sociedad | 3-2           | 9 mar.        |
| 5 ott.      | 2-3         | Levante-Real Madrid          | 0-3           | 9 mar.        |
| 5 ott.      | 4-1         | Barcellona-Real Valladolid   | 0-1           | 9 mar.        |
| 6 ott.      | 2-1         | Atlético Madrid-Celta Vigo   | 2-0           | 9 mar.        |
| 6 ott.      | 2-1         | Siviglia-Almería             | 3-1           | 9 mar.        |
| 6 ott.      | 3-1         | Getafe-Betis Siviglia        | 0-2           | 9 mar.        |
| 6 ott.      | 1-1         | Athletic Bilbao-Valencia     | 1-1           | 9 mar.        |

| andata (9ª) | andata (9ª) | 9ª giornata                | ritorno (28ª) | ritorno (28ª) |
|             |             |                            |               |               |
| 19 ott.     | 2-0         | Real Madrid-Málaga         | 1-0           | 16 mar.       |
| 19 ott.     | 1-2         | Valencia-Real Sociedad     | 0-1           | 16 mar.       |
| 19 ott.     | 0-0         | Osasuna-Barcellona         | 0-7           | 16 mar.       |
| 19 ott.     | 1-0         | Espanyol-Atlético Madrid   | 0-1           | 16 mar.       |
| 20 ott.     | 0-2         | Granada-Getafe             | 3-3           | 16 mar.       |
| 20 ott.     | 0-1         | Almería-Rayo Vallecano     | 1-3           | 16 mar.       |
| 20 ott.     | 1-2         | Betis Siviglia-Elche       | 0-0           | 16 mar.       |
| 20 ott.     | 2-2         | Real Valladolid-Siviglia   | 1-4           | 16 mar.       |
| 21 ott.     | 0-1         | Celta Vigo-Levante         | 1-0           | 16 mar.       |
| 21 ott.     | 2-0         | Athletic Bilbao-Villarreal | 1-1           | 16 mar.       |

| andata (10ª) | andata (10ª) | 10ª giornata                   | ritorno (29ª) | ritorno (29ª) |
|              |              |                                |               |               |
| 25 ott.      | 0-3          | Rayo Vallecano-Real Valladolid | 1-1           | 23 mar.       |
| 26 ott.      | 0-5          | Málaga-Celta Vigo              | 2-0           | 23 mar.       |
| 26 ott.      | 2-1          | Barcellona-Real Madrid         | 4-3           | 23 mar.       |
| 26 ott.      | 0-1          | Elche-Granada                  | 0-1           | 23 mar.       |
| 26 ott.      | 3-0          | Levante-Espanyol               | 0-0           | 23 mar.       |
| 27 ott.      | 2-1          | Siviglia-Osasuna               | 2-1           | 23 mar.       |
| 27 ott.      | 4-1          | Villarreal-Valencia            | 1-2           | 23 mar.       |
| 27 ott.      | 3-0          | Real Sociedad-Almería          | 3-4           | 23 mar.       |
| 27 ott.      | 5-0          | Atlético Madrid-Betis Siviglia | 2-0           | 23 mar.       |
| 28 ott.      | 0-1          | Getafe-Athletic Bilbao         | 0-1           | 23 mar.       |

| andata (9ª) | andata (9ª) | 9ª giornata                | ritorno (28ª) | ritorno (28ª) |
|             |             |                            |               |               |
| 19 ott.     | 2-0         | Real Madrid-Málaga         | 1-0           | 16 mar.       |
| 19 ott.     | 1-2         | Valencia-Real Sociedad     | 0-1           | 16 mar.       |
| 19 ott.     | 0-0         | Osasuna-Barcellona         | 0-7           | 16 mar.       |
| 19 ott.     | 1-0         | Espanyol-Atlético Madrid   | 0-1           | 16 mar.       |
| 20 ott.     | 0-2         | Granada-Getafe             | 3-3           | 16 mar.       |
| 20 ott.     | 0-1         | Almería-Rayo Vallecano     | 1-3           | 16 mar.       |
| 20 ott.     | 1-2         | Betis Siviglia-Elche       | 0-0           | 16 mar.       |
| 20 ott.     | 2-2         | Real Valladolid-Siviglia   | 1-4           | 16 mar.       |
| 21 ott.     | 0-1         | Celta Vigo-Levante         | 1-0           | 16 mar.       |
| 21 ott.     | 2-0         | Athletic Bilbao-Villarreal | 1-1           | 16 mar.       |

| andata (10ª) | andata (10ª) | 10ª giornata                   | ritorno (29ª) | ritorno (29ª) |
|              |              |                                |               |               |
| 25 ott.      | 0-3          | Rayo Vallecano-Real Valladolid | 1-1           | 23 mar.       |
| 26 ott.      | 0-5          | Málaga-Celta Vigo              | 2-0           | 23 mar.       |
| 26 ott.      | 2-1          | Barcellona-Real Madrid         | 4-3           | 23 mar.       |
| 26 ott.      | 0-1          | Elche-Granada                  | 0-1           | 23 mar.       |
| 26 ott.      | 3-0          | Levante-Espanyol               | 0-0           | 23 mar.       |
| 27 ott.      | 2-1          | Siviglia-Osasuna               | 2-1           | 23 mar.       |
| 27 ott.      | 4-1          | Villarreal-Valencia            | 1-2           | 23 mar.       |
| 27 ott.      | 3-0          | Real Sociedad-Almería          | 3-4           | 23 mar.       |
| 27 ott.      | 5-0          | Atlético Madrid-Betis Siviglia | 2-0           | 23 mar.       |
| 28 ott.      | 0-1          | Getafe-Athletic Bilbao         | 0-1           | 23 mar.       |

| andata (11ª) | andata (11ª) | 11ª giornata                  | ritorno (30ª) | ritorno (30ª) |
|              |              |                               |               |               |
| 29 ott.      | 0-0          | Espanyol-Málaga               | 2-1           | 26 mar.       |
| 29 ott.      | 0-3          | Celta Vigo-Barcellona         | 0-3           | 26 mar.       |
| 30 ott.      | 1-2          | Valencia-Almería              | 2-2           | 26 mar.       |
| 30 ott.      | 2-2          | Real Valladolid-Real Sociedad | 0-1           | 26 mar.       |
| 30 ott.      | 3-1          | Osasuna-Rayo Vallecano        | 0-1           | 26 mar.       |
| 30 ott.      | 7-3          | Real Madrid-Siviglia          | 1-2           | 26 mar.       |
| 31 ott.      | 1-2          | Granada-Atlético Madrid       | 0-1           | 26 mar.       |
| 31 ott.      | 0-2          | Villarreal-Getafe             | 1-0           | 26 mar.       |
| 31 ott.      | 2-2          | Athletic Bilbao-Elche         | 0-0           | 26 mar.       |
| 31 ott.      | 0-0          | Betis Siviglia-Levante        | 3-1           | 26 mar.       |

| andata (12ª) | andata (12ª) | 12ª giornata                    | ritorno (31ª) | ritorno (31ª) |
|              |              |                                 |               |               |
| 1 nov.       | 1-0          | Barcellona-Espanyol             | 1-0           | 30 mar.       |
| 2 nov.       | 5-0          | Real Sociedad-Osasuna           | 1-1           | 30 mar.       |
| 2 nov.       | 1-0          | Almería-Real Valladolid         | 0-1           | 30 mar.       |
| 2 nov.       | 2-3          | Rayo Vallecano-Real Madrid      | 0-5           | 30 mar.       |
| 2 nov.       | 0-1          | Siviglia-Celta Vigo             | 0-1           | 30 mar.       |
| 3 nov.       | 0-1          | Getafe-Valencia                 | 3-1           | 30 mar.       |
| 3 nov.       | 2-0          | Atlético Madrid-Athletic Bilbao | 2-1           | 30 mar.       |
| 3 nov.       | 0-1          | Levante-Granada                 | 2-0           | 30 mar.       |
| 3 nov.       | 3-2          | Málaga-Betis Siviglia           | 2-1           | 30 mar.       |
| 4 nov.       | 0-1          | Elche-Villarreal                | 1-1           | 30 mar.       |

| andata (11ª) | andata (11ª) | 11ª giornata                  | ritorno (30ª) | ritorno (30ª) |
|              |              |                               |               |               |
| 29 ott.      | 0-0          | Espanyol-Málaga               | 2-1           | 26 mar.       |
| 29 ott.      | 0-3          | Celta Vigo-Barcellona         | 0-3           | 26 mar.       |
| 30 ott.      | 1-2          | Valencia-Almería              | 2-2           | 26 mar.       |
| 30 ott.      | 2-2          | Real Valladolid-Real Sociedad | 0-1           | 26 mar.       |
| 30 ott.      | 3-1          | Osasuna-Rayo Vallecano        | 0-1           | 26 mar.       |
| 30 ott.      | 7-3          | Real Madrid-Siviglia          | 1-2           | 26 mar.       |
| 31 ott.      | 1-2          | Granada-Atlético Madrid       | 0-1           | 26 mar.       |
| 31 ott.      | 0-2          | Villarreal-Getafe             | 1-0           | 26 mar.       |
| 31 ott.      | 2-2          | Athletic Bilbao-Elche         | 0-0           | 26 mar.       |
| 31 ott.      | 0-0          | Betis Siviglia-Levante        | 3-1           | 26 mar.       |

| andata (12ª) | andata (12ª) | 12ª giornata                    | ritorno (31ª) | ritorno (31ª) |
|              |              |                                 |               |               |
| 1 nov.       | 1-0          | Barcellona-Espanyol             | 1-0           | 30 mar.       |
| 2 nov.       | 5-0          | Real Sociedad-Osasuna           | 1-1           | 30 mar.       |
| 2 nov.       | 1-0          | Almería-Real Valladolid         | 0-1           | 30 mar.       |
| 2 nov.       | 2-3          | Rayo Vallecano-Real Madrid      | 0-5           | 30 mar.       |
| 2 nov.       | 0-1          | Siviglia-Celta Vigo             | 0-1           | 30 mar.       |
| 3 nov.       | 0-1          | Getafe-Valencia                 | 3-1           | 30 mar.       |
| 3 nov.       | 2-0          | Atlético Madrid-Athletic Bilbao | 2-1           | 30 mar.       |
| 3 nov.       | 0-1          | Levante-Granada                 | 2-0           | 30 mar.       |
| 3 nov.       | 3-2          | Málaga-Betis Siviglia           | 2-1           | 30 mar.       |
| 4 nov.       | 0-1          | Elche-Villarreal                | 1-1           | 30 mar.       |

| andata (13ª) | andata (13ª) | 13ª giornata               | ritorno (32ª) | ritorno (32ª) |
|              |              |                            |               |               |
| 8 nov.       | 0-1          | Osasuna-Almería            | 2-1           | 6 apr.        |
| 8 nov.       | 3-1          | Granada-Málaga             | 1-4           | 6 apr.        |
| 9 nov.       | 5-1          | Real Madrid-Real Sociedad  | 4-0           | 6 apr.        |
| 9 nov.       | 1-1          | Getafe-Elche               | 0-1           | 6 apr.        |
| 9 nov.       | 2-1          | Athletic Bilbao-Levante    | 2-1           | 6 apr.        |
| 9 nov.       | 0-2          | Celta Vigo-Rayo Vallecano  | 0-3           | 6 apr.        |
| 10 nov.      | 1-3          | Espanyol-Siviglia          | 1-4           | 6 apr.        |
| 10 nov.      | 2-2          | Valencia-Real Valladolid   | 0-0           | 6 apr.        |
| 10 nov.      | 1-1          | Villarreal-Atlético Madrid | 0-1           | 6 apr.        |
| 10 nov.      | 1-4          | Betis Siviglia-Barcellona  | 1-3           | 6 apr.        |

| andata (14ª) | andata (14ª) | 14ª giornata             | ritorno (33ª) | ritorno (33ª) |
|              |              |                          |               |               |
| 22 nov.      | 0-1          | Real Valladolid-Osasuna  | 0-0           | 13 apr.       |
| 23 nov.      | 4-0          | Barcellona-Granada       | 0-1           | 13 apr.       |
| 23 nov.      | 4-3          | Real Sociedad-Celta Vigo | 2-2           | 13 apr.       |
| 23 nov.      | 0-5          | Almería-Real Madrid      | 0-4           | 13 apr.       |
| 23 nov.      | 7-0          | Atlético Madrid-Getafe   | 2-0           | 13 apr.       |
| 24 nov.      | 0-3          | Levante-Villarreal       | 0-1           | 13 apr.       |
| 24 nov.      | 1-4          | Rayo Vallecano-Espanyol  | 2-2           | 13 apr.       |
| 24 nov.      | 2-1          | Elche-Valencia           | 1-2           | 13 apr.       |
| 24 nov.      | 4-0          | Siviglia-Betis Siviglia  | 2-0           | 13 apr.       |
| 25 nov.      | 1-2          | Málaga-Athletic Bilbao   | 0-3           | 13 apr.       |

| andata (13ª) | andata (13ª) | 13ª giornata               | ritorno (32ª) | ritorno (32ª) |
|              |              |                            |               |               |
| 8 nov.       | 0-1          | Osasuna-Almería            | 2-1           | 6 apr.        |
| 8 nov.       | 3-1          | Granada-Málaga             | 1-4           | 6 apr.        |
| 9 nov.       | 5-1          | Real Madrid-Real Sociedad  | 4-0           | 6 apr.        |
| 9 nov.       | 1-1          | Getafe-Elche               | 0-1           | 6 apr.        |
| 9 nov.       | 2-1          | Athletic Bilbao-Levante    | 2-1           | 6 apr.        |
| 9 nov.       | 0-2          | Celta Vigo-Rayo Vallecano  | 0-3           | 6 apr.        |
| 10 nov.      | 1-3          | Espanyol-Siviglia          | 1-4           | 6 apr.        |
| 10 nov.      | 2-2          | Valencia-Real Valladolid   | 0-0           | 6 apr.        |
| 10 nov.      | 1-1          | Villarreal-Atlético Madrid | 0-1           | 6 apr.        |
| 10 nov.      | 1-4          | Betis Siviglia-Barcellona  | 1-3           | 6 apr.        |

| andata (14ª) | andata (14ª) | 14ª giornata             | ritorno (33ª) | ritorno (33ª) |
|              |              |                          |               |               |
| 22 nov.      | 0-1          | Real Valladolid-Osasuna  | 0-0           | 13 apr.       |
| 23 nov.      | 4-0          | Barcellona-Granada       | 0-1           | 13 apr.       |
| 23 nov.      | 4-3          | Real Sociedad-Celta Vigo | 2-2           | 13 apr.       |
| 23 nov.      | 0-5          | Almería-Real Madrid      | 0-4           | 13 apr.       |
| 23 nov.      | 7-0          | Atlético Madrid-Getafe   | 2-0           | 13 apr.       |
| 24 nov.      | 0-3          | Levante-Villarreal       | 0-1           | 13 apr.       |
| 24 nov.      | 1-4          | Rayo Vallecano-Espanyol  | 2-2           | 13 apr.       |
| 24 nov.      | 2-1          | Elche-Valencia           | 1-2           | 13 apr.       |
| 24 nov.      | 4-0          | Siviglia-Betis Siviglia  | 2-0           | 13 apr.       |
| 25 nov.      | 1-2          | Málaga-Athletic Bilbao   | 0-3           | 13 apr.       |

| andata (15ª) | andata (15ª) | 15ª giornata                  | ritorno (34ª) | ritorno (34ª) |
|              |              |                               |               |               |
| 29 nov.      | 1-0          | Getafe-Levante                | 0-0           | 20 apr.       |
| 29 nov.      | 1-1          | Villarreal-Málaga             | 0-2           | 20 apr.       |
| 30 nov.      | 0-2          | Elche-Atlético Madrid         | 0-2           | 20 apr.       |
| 30 nov.      | 3-1          | Celta Vigo-Almería            | 4-2           | 20 apr.       |
| 30 nov.      | 4-0          | Real Madrid-Real Valladolid   | 1-1           | 7 mag.        |
| 30 nov.      | 1-2          | Espanyol-Real Sociedad        | 1-2           | 20 apr.       |
| 1º dic.      | 2-2          | Betis Siviglia-Rayo Vallecano | 1-3           | 20 apr.       |
| 1º dic.      | 1-2          | Granada-Siviglia              | 0-4           | 20 apr.       |
| 1º dic.      | 3-0          | Valencia-Osasuna              | 1-1           | 20 apr.       |
| 1º dic.      | 1-0          | Athletic Bilbao-Barcellona    | 1-2           | 20 apr.       |

| andata (16ª) | andata (16ª) | 16ª giornata                 | ritorno (35ª) | ritorno (35ª) |
|              |              |                              |               |               |
| 13 dic.      | 2-1          | Levante-Elche                | 1-1           | 27 apr.       |
| 14 dic.      | 2-2          | Osasuna-Real Madrid          | 0-4           | 27 apr.       |
| 14 dic.      | 0-2          | Rayo Vallecano-Granada       | 3-0           | 27 apr.       |
| 14 dic.      | 2-1          | Barcellona-Villarreal        | 3-2           | 27 apr.       |
| 14 dic.      | 1-0          | Málaga-Getafe                | 0-1           | 27 apr.       |
| 15 dic.      | 0-0          | Almería-Espanyol             | 2-1           | 27 apr.       |
| 15 dic.      | 5-1          | Real Sociedad-Betis Siviglia | 1-0           | 27 apr.       |
| 15 dic.      | 1-1          | Siviglia-Athletic Bilbao     | 1-3           | 27 apr.       |
| 15 dic.      | 3-0          | Atlético Madrid-Valencia     | 1-0           | 27 apr.       |
| 16 dic.      | 3-0          | Real Valladolid-Celta Vigo   | 1-4           | 27 apr.       |

| andata (15ª) | andata (15ª) | 15ª giornata                  | ritorno (34ª) | ritorno (34ª) |
|              |              |                               |               |               |
| 29 nov.      | 1-0          | Getafe-Levante                | 0-0           | 20 apr.       |
| 29 nov.      | 1-1          | Villarreal-Málaga             | 0-2           | 20 apr.       |
| 30 nov.      | 0-2          | Elche-Atlético Madrid         | 0-2           | 20 apr.       |
| 30 nov.      | 3-1          | Celta Vigo-Almería            | 4-2           | 20 apr.       |
| 30 nov.      | 4-0          | Real Madrid-Real Valladolid   | 1-1           | 7 mag.        |
| 30 nov.      | 1-2          | Espanyol-Real Sociedad        | 1-2           | 20 apr.       |
| 1º dic.      | 2-2          | Betis Siviglia-Rayo Vallecano | 1-3           | 20 apr.       |
| 1º dic.      | 1-2          | Granada-Siviglia              | 0-4           | 20 apr.       |
| 1º dic.      | 3-0          | Valencia-Osasuna              | 1-1           | 20 apr.       |
| 1º dic.      | 1-0          | Athletic Bilbao-Barcellona    | 1-2           | 20 apr.       |

| andata (16ª) | andata (16ª) | 16ª giornata                 | ritorno (35ª) | ritorno (35ª) |
|              |              |                              |               |               |
| 13 dic.      | 2-1          | Levante-Elche                | 1-1           | 27 apr.       |
| 14 dic.      | 2-2          | Osasuna-Real Madrid          | 0-4           | 27 apr.       |
| 14 dic.      | 0-2          | Rayo Vallecano-Granada       | 3-0           | 27 apr.       |
| 14 dic.      | 2-1          | Barcellona-Villarreal        | 3-2           | 27 apr.       |
| 14 dic.      | 1-0          | Málaga-Getafe                | 0-1           | 27 apr.       |
| 15 dic.      | 0-0          | Almería-Espanyol             | 2-1           | 27 apr.       |
| 15 dic.      | 5-1          | Real Sociedad-Betis Siviglia | 1-0           | 27 apr.       |
| 15 dic.      | 1-1          | Siviglia-Athletic Bilbao     | 1-3           | 27 apr.       |
| 15 dic.      | 3-0          | Atlético Madrid-Valencia     | 1-0           | 27 apr.       |
| 16 dic.      | 3-0          | Real Valladolid-Celta Vigo   | 1-4           | 27 apr.       |

| andata (17ª) | andata (17ª) | 17ª giornata                   | ritorno (36ª) | ritorno (36ª) |
|              |              |                                |               |               |
| 22 dic.      | 0-1          | Elche-Málaga                   | 1-0           | 4 mag.        |
| 22 dic.      | 1-2          | Villarreal-Siviglia            | 0-0           | 4 mag.        |
| 22 dic.      | 0-1          | Betis Siviglia-Almería         | 2-3           | 4 mag.        |
| 22 dic.      | 3-2          | Atlético Madrid-Levante        | 0-2           | 4 mag.        |
| 22 dic.      | 1-3          | Granada-Real Sociedad          | 1-1           | 4 mag.        |
| 22 dic.      | 4-2          | Espanyol-Real Valladolid       | 0-1           | 4 mag.        |
| 22 dic.      | 2-5          | Getafe-Barcellona              | 2-2           | 4 mag.        |
| 22 dic.      | 2-1          | Athletic Bilbao-Rayo Vallecano | 3-0           | 4 mag.        |
| 22 dic.      | 2-3          | Valencia-Real Madrid           | 2-2           | 4 mag.        |
| 22 dic.      | 1-1          | Celta Vigo-Osasuna             | 2-0           | 4 mag.        |

| andata (18ª) | andata (18ª) | 18ª giornata                   | ritorno (37ª) | ritorno (37ª) |
|              |              |                                |               |               |
| 5 gen.       | 2-0          | Valencia-Levante               | 0-2           | 11 mag.       |
| 5 gen.       | 0-1          | Málaga-Atlético Madrid         | 1-1           | 11 mag.       |
| 5 gen.       | 4-0          | Barcellona-Elche               | 0-0           | 11 mag.       |
| 5 gen.       | 3-0          | Siviglia-Getafe                | 0-1           | 11 mag.       |
| 5 gen.       | 2-5          | Rayo Vallecano-Villarreal      | 0-4           | 11 mag.       |
| 5 gen.       | 3-0          | Real Sociedad-Athletic Bilbao  | 1-1           | 11 mag.       |
| 5 gen.       | 3-0          | Almería-Granada                | 2-0           | 11 mag.       |
| 5 gen.       | 0-0          | Real Valladolid-Betis Siviglia | 3-4           | 11 mag.       |
| 5 gen.       | 1-0          | Osasuna-Espanyol               | 1-1           | 11 mag.       |
| 5 gen.       | 3-0          | Real Madrid-Celta Vigo         | 0-2           | 11 mag.       |

| andata (17ª) | andata (17ª) | 17ª giornata                   | ritorno (36ª) | ritorno (36ª) |
|              |              |                                |               |               |
| 22 dic.      | 0-1          | Elche-Málaga                   | 1-0           | 4 mag.        |
| 22 dic.      | 1-2          | Villarreal-Siviglia            | 0-0           | 4 mag.        |
| 22 dic.      | 0-1          | Betis Siviglia-Almería         | 2-3           | 4 mag.        |
| 22 dic.      | 3-2          | Atlético Madrid-Levante        | 0-2           | 4 mag.        |
| 22 dic.      | 1-3          | Granada-Real Sociedad          | 1-1           | 4 mag.        |
| 22 dic.      | 4-2          | Espanyol-Real Valladolid       | 0-1           | 4 mag.        |
| 22 dic.      | 2-5          | Getafe-Barcellona              | 2-2           | 4 mag.        |
| 22 dic.      | 2-1          | Athletic Bilbao-Rayo Vallecano | 3-0           | 4 mag.        |
| 22 dic.      | 2-3          | Valencia-Real Madrid           | 2-2           | 4 mag.        |
| 22 dic.      | 1-1          | Celta Vigo-Osasuna             | 2-0           | 4 mag.        |

| andata (18ª) | andata (18ª) | 18ª giornata                   | ritorno (37ª) | ritorno (37ª) |
|              |              |                                |               |               |
| 5 gen.       | 2-0          | Valencia-Levante               | 0-2           | 11 mag.       |
| 5 gen.       | 0-1          | Málaga-Atlético Madrid         | 1-1           | 11 mag.       |
| 5 gen.       | 4-0          | Barcellona-Elche               | 0-0           | 11 mag.       |
| 5 gen.       | 3-0          | Siviglia-Getafe                | 0-1           | 11 mag.       |
| 5 gen.       | 2-5          | Rayo Vallecano-Villarreal      | 0-4           | 11 mag.       |
| 5 gen.       | 3-0          | Real Sociedad-Athletic Bilbao  | 1-1           | 11 mag.       |
| 5 gen.       | 3-0          | Almería-Granada                | 2-0           | 11 mag.       |
| 5 gen.       | 0-0          | Real Valladolid-Betis Siviglia | 3-4           | 11 mag.       |
| 5 gen.       | 1-0          | Osasuna-Espanyol               | 1-1           | 11 mag.       |
| 5 gen.       | 3-0          | Real Madrid-Celta Vigo         | 0-2           | 11 mag.       |

| \| andata (19ª) \| andata (19ª) \| 19ª giornata \| ritorno (38ª) \| ritorno (38ª) \| \| \| \| \| \| \| \| 12 gen. \| 1-0 \| Levante-Málaga \| 0-1 \| 18 mag. \| \| 12 gen. \| 0-0 \| Atlético Madrid-Barcellona \| 1-1 \| 18 mag. \| \| 12 gen. \| 1-1 \| Elche-Siviglia \| 1-3 \| 18 mag. \| \| 12 gen. \| 0-1 \| Getafe-Rayo Vallecano \| 2-1 \| 18 mag. \| \| 12 gen. \| 5-1 \| Villarreal-Real Sociedad \| 2-1 \| 18 mag. \| \| 12 gen. \| 6-1 \| Athletic Bilbao-Almería \| 0-0 \| 18 mag. \| \| 12 gen. \| 4-0 \| Granada-Real Valladolid \| 1-0 \| 18 mag. \| \| 12 gen. \| 1-2 \| Betis Siviglia-Osasuna \| 1-2 \| 18 mag. \| \| 12 gen. \| 0-1 \| Espanyol-Real Madrid \| 1-3 \| 18 mag. \| \| 12 gen. \| 2-1 \| Celta Vigo-Valencia \| 1-2 \| 18 mag. \| |              |                            |               |               |
| andata (19ª) | andata (19ª) | 19ª giornata               | ritorno (38ª) | ritorno (38ª) |
| |              |                            |               |               |
| 12 gen. | 1-0          | Levante-Málaga             | 0-1           | 18 mag.       |
| 12 gen. | 0-0          | Atlético Madrid-Barcellona | 1-1           | 18 mag.       |
| 12 gen. | 1-1          | Elche-Siviglia             | 1-3           | 18 mag.       |
| 12 gen. | 0-1          | Getafe-Rayo Vallecano      | 2-1           | 18 mag.       |
| 12 gen. | 5-1          | Villarreal-Real Sociedad   | 2-1           | 18 mag.       |
| 12 gen. | 6-1          | Athletic Bilbao-Almería    | 0-0           | 18 mag.       |
| 12 gen. | 4-0          | Granada-Real Valladolid    | 1-0           | 18 mag.       |
| 12 gen. | 1-2          | Betis Siviglia-Osasuna     | 1-2           | 18 mag.       |
| 12 gen. | 0-1          | Espanyol-Real Madrid       | 1-3           | 18 mag.       |
| 12 gen. | 2-1          | Celta Vigo-Valencia        | 1-2           | 18 mag.       |

| andata (19ª) | andata (19ª) | 19ª giornata               | ritorno (38ª) | ritorno (38ª) |
|              |              |                            |               |               |
| 12 gen.      | 1-0          | Levante-Málaga             | 0-1           | 18 mag.       |
| 12 gen.      | 0-0          | Atlético Madrid-Barcellona | 1-1           | 18 mag.       |
| 12 gen.      | 1-1          | Elche-Siviglia             | 1-3           | 18 mag.       |
| 12 gen.      | 0-1          | Getafe-Rayo Vallecano      | 2-1           | 18 mag.       |
| 12 gen.      | 5-1          | Villarreal-Real Sociedad   | 2-1           | 18 mag.       |
| 12 gen.      | 6-1          | Athletic Bilbao-Almería    | 0-0           | 18 mag.       |
| 12 gen.      | 4-0          | Granada-Real Valladolid    | 1-0           | 18 mag.       |
| 12 gen.      | 1-2          | Betis Siviglia-Osasuna     | 1-2           | 18 mag.       |
| 12 gen.      | 0-1          | Espanyol-Real Madrid       | 1-3           | 18 mag.       |
| 12 gen.      | 2-1          | Celta Vigo-Valencia        | 1-2           | 18 mag.       |

## Statistiche

### Squadre

#### Capoliste solitarie
|    | —— | —— | —— | —— | —— | —— | —— | ——         | ——         | ——         | ——         | ——         | ——         | ——         | ——  | ——  | ——  | ——  | ——  | ——  | ——  | ——  | ——  | ——          | ——          | ——          | ——          | ——          | ——              | ——              | ——              | ——              | ——              | ——              | ——              | ——              | ——              | —— |  |
|    |    |    |    |    |    |    |    | Barcellona | Barcellona | Barcellona | Barcellona | Barcellona | Barcellona | Barcellona |     |     |     |     |     |     | Atl |     |     | Real Madrid | Real Madrid | Real Madrid | Real Madrid | Real Madrid | Atlético Madrid | Atlético Madrid | Atlético Madrid | Atlético Madrid | Atlético Madrid | Atlético Madrid | Atlético Madrid | Atlético Madrid | Atlético Madrid |    |  |
|    |    |    |    |    |    |    |    |            |            |            |            |            |            |            |     |     |     |     |     |     |     |     |     |             |             |             |             |             |                 |                 |                 |                 |                 |                 |                 |                 |                 |    |  |
|    |    |    |    |    |    |    |    |            |            |            |            |            |            |            |     |     |     |     |     |     |     |     |     |             |             |             |             |             |                 |                 |                 |                 |                 |                 |                 |                 |                 |    |  |
| 1ª | 2ª | 3ª | 4ª | 5ª | 6ª | 7ª | 8ª | 9ª         | 10ª        | 11ª        | 12ª        | 13ª        | 14ª        | 15ª        | 16ª | 17ª | 18ª | 19ª | 20ª | 21ª | 22ª | 23ª | 24ª | 25ª         | 26ª         | 27ª         | 28ª         | 29ª         | 30ª             | 31ª             | 32ª             | 33ª             | 34ª             | 35ª             | 36ª             | 37ª             | 38ª             |    |  |

#### Classifica in divenire
|                 | 1ª | 2ª | 3ª | 4ª | 5ª | 6ª | 7ª | 8ª | 9ª | 10ª | 11ª | 12ª | 13ª | 14ª | 15ª | 16ª | 17ª | 18ª | 19ª | 20ª | 21ª | 22ª | 23ª | 24ª | 25ª | 26ª | 27ª | 28ª | 29ª | 30ª | 31ª | 32ª | 33ª | 34ª | 35ª | 36ª | 37ª | 38ª |
|                 |    |    |    |    |    |    |    |    |    |     |     |     |     |     |     |     |     |     |     |     |     |     |     |     |     |     |     |     |     |     |     |     |     |     |     |     |     |     |
| --------------- | -- | -- | -- | -- | -- | -- | -- | -- | -- | --- | --- | --- | --- | --- | --- | --- | --- | --- | --- | --- | --- | --- | --- | --- | --- | --- | --- | --- | --- | --- | --- | --- | --- | --- | --- | --- | --- | --- |
| Almería         | 0  | 1  | 2  | 2  | 3  | 3  | 3  | 3  | 3  | 3   | 6   | 9   | 12  | 12  | 12  | 13  | 16  | 19  | 19  | 19  | 22  | 22  | 25  | 25  | 26  | 26  | 26  | 26  | 29  | 30  | 30  | 30  | 30  | 30  | 33  | 36  | 39  | 40  |
| Athletic Bilbao | 3  | 6  | 6  | 9  | 9  | 12 | 12 | 13 | 16 | 19  | 20  | 20  | 23  | 26  | 29  | 30  | 33  | 33  | 36  | 39  | 42  | 43  | 44  | 44  | 47  | 50  | 51  | 52  | 55  | 56  | 56  | 59  | 62  | 62  | 65  | 68  | 69  | 70  |
| Atlético Madrid | 3  | 6  | 9  | 12 | 15 | 18 | 21 | 24 | 24 | 27  | 30  | 33  | 34  | 37  | 40  | 43  | 46  | 49  | 50  | 51  | 54  | 57  | 57  | 60  | 60  | 61  | 64  | 67  | 70  | 73  | 76  | 79  | 82  | 85  | 88  | 88  | 89  | 90  |
| Barcellona      | 3  | 6  | 9  | 12 | 15 | 18 | 21 | 24 | 25 | 28  | 31  | 34  | 37  | 40  | 40  | 43  | 46  | 49  | 50  | 51  | 54  | 54  | 57  | 60  | 60  | 63  | 63  | 66  | 69  | 72  | 75  | 78  | 78  | 81  | 84  | 85  | 86  | 87  |
| Betis           | 0  | 0  | 1  | 4  | 5  | 5  | 8  | 8  | 8  | 8   | 9   | 9   | 9   | 9   | 10  | 10  | 10  | 11  | 11  | 11  | 11  | 14  | 14  | 14  | 14  | 15  | 18  | 19  | 19  | 22  | 22  | 22  | 22  | 22  | 22  | 22  | 25  | 25  |
| Celta Vigo      | 1  | 4  | 5  | 5  | 6  | 6  | 6  | 6  | 6  | 9   | 9   | 12  | 12  | 12  | 15  | 15  | 16  | 16  | 19  | 19  | 22  | 25  | 26  | 29  | 30  | 30  | 30  | 33  | 33  | 33  | 36  | 36  | 37  | 40  | 43  | 46  | 49  | 49  |
| Elche           | 0  | 1  | 2  | 3  | 3  | 3  | 6  | 9  | 12 | 12  | 13  | 13  | 14  | 17  | 17  | 17  | 17  | 17  | 18  | 21  | 21  | 24  | 25  | 26  | 26  | 29  | 29  | 30  | 30  | 31  | 32  | 35  | 35  | 35  | 36  | 39  | 40  | 40  |
| Espanyol        | 1  | 4  | 5  | 8  | 11 | 11 | 11 | 11 | 14 | 14  | 15  | 15  | 15  | 18  | 18  | 19  | 22  | 22  | 22  | 25  | 26  | 26  | 29  | 32  | 32  | 33  | 36  | 36  | 37  | 40  | 40  | 40  | 41  | 41  | 41  | 41  | 42  | 42  |
| Getafe          | 0  | 1  | 1  | 4  | 4  | 7  | 10 | 13 | 16 | 16  | 19  | 19  | 20  | 20  | 23  | 23  | 23  | 23  | 23  | 24  | 24  | 25  | 25  | 25  | 26  | 27  | 27  | 28  | 28  | 28  | 31  | 31  | 31  | 32  | 35  | 36  | 39  | 42  |
| Granada         | 3  | 3  | 4  | 4  | 5  | 5  | 8  | 8  | 8  | 11  | 11  | 14  | 17  | 17  | 17  | 20  | 20  | 20  | 23  | 24  | 24  | 24  | 24  | 27  | 27  | 27  | 30  | 31  | 34  | 34  | 34  | 34  | 37  | 37  | 37  | 38  | 38  | 41  |
| Levante         | 0  | 1  | 4  | 5  | 6  | 7  | 10 | 10 | 13 | 16  | 17  | 17  | 17  | 17  | 17  | 20  | 20  | 20  | 23  | 24  | 27  | 28  | 29  | 32  | 33  | 36  | 36  | 36  | 37  | 37  | 40  | 40  | 40  | 41  | 42  | 45  | 48  | 48  |
| Málaga          | 0  | 0  | 1  | 4  | 5  | 8  | 9  | 9  | 9  | 9   | 10  | 13  | 13  | 13  | 14  | 17  | 20  | 20  | 20  | 21  | 21  | 24  | 24  | 24  | 25  | 26  | 29  | 29  | 32  | 32  | 35  | 38  | 38  | 41  | 41  | 41  | 42  | 45  |
| Osasuna         | 0  | 0  | 0  | 0  | 3  | 3  | 3  | 6  | 7  | 7   | 10  | 10  | 10  | 13  | 13  | 14  | 15  | 18  | 21  | 22  | 22  | 22  | 25  | 26  | 29  | 29  | 29  | 29  | 29  | 29  | 30  | 33  | 34  | 35  | 35  | 35  | 36  | 39  |
| Rayo Vallecano  | 3  | 3  | 3  | 3  | 3  | 3  | 3  | 6  | 9  | 9   | 9   | 9   | 12  | 12  | 13  | 13  | 13  | 13  | 16  | 16  | 16  | 17  | 20  | 20  | 20  | 23  | 26  | 29  | 30  | 30  | 30  | 33  | 34  | 37  | 40  | 40  | 40  | 40  |
| Real Madrid     | 3  | 6  | 9  | 10 | 13 | 16 | 16 | 19 | 22 | 22  | 25  | 28  | 31  | 34  | 37  | 38  | 41  | 44  | 47  | 50  | 53  | 54  | 57  | 60  | 63  | 64  | 67  | 70  | 70  | 70  | 73  | 76  | 79  | 82  | 83  | 84  | 84  | 87  |
| Real Sociedad   | 3  | 4  | 4  | 5  | 6  | 6  | 7  | 7  | 10 | 13  | 14  | 17  | 17  | 20  | 23  | 26  | 29  | 32  | 32  | 33  | 36  | 36  | 37  | 40  | 43  | 43  | 43  | 46  | 46  | 49  | 50  | 50  | 51  | 54  | 57  | 58  | 59  | 59  |
| Real Valladolid | 0  | 0  | 3  | 4  | 4  | 5  | 6  | 6  | 7  | 10  | 11  | 11  | 12  | 12  | 12  | 15  | 15  | 16  | 16  | 16  | 19  | 20  | 21  | 21  | 22  | 23  | 26  | 26  | 27  | 27  | 30  | 31  | 32  | 32  | 35  | 36  | 36  | 36  |
| Siviglia        | 0  | 1  | 2  | 2  | 2  | 5  | 6  | 9  | 10 | 13  | 13  | 13  | 16  | 19  | 22  | 23  | 26  | 29  | 30  | 31  | 31  | 31  | 31  | 32  | 35  | 38  | 41  | 44  | 47  | 50  | 50  | 53  | 56  | 59  | 59  | 60  | 60  | 63  |
| Valencia        | 3  | 3  | 3  | 3  | 6  | 9  | 12 | 13 | 13 | 13  | 13  | 16  | 17  | 17  | 20  | 20  | 20  | 23  | 23  | 24  | 25  | 28  | 31  | 32  | 35  | 35  | 36  | 36  | 39  | 40  | 40  | 41  | 44  | 45  | 45  | 46  | 46  | 49  |
| Villarreal      | 3  | 6  | 9  | 10 | 11 | 14 | 14 | 17 | 17 | 20  | 20  | 23  | 24  | 27  | 28  | 28  | 28  | 31  | 34  | 37  | 37  | 40  | 40  | 40  | 43  | 44  | 44  | 45  | 45  | 48  | 49  | 49  | 52  | 52  | 52  | 53  | 56  | 59  |

#### Classifiche di rendimento

##### Rendimento andata-ritorno
| Andata          | Andata | Ritorno         | Ritorno |
|                 |        |                 |         |
| Barcellona      | 50     | Real Madrid     | 40      |
| Atlético Madrid | 50     | Atlético Madrid | 40      |
| Real Madrid     | 47     | Barcellona      | 37      |
| Athletic Bilbao | 36     | Athletic Bilbao | 34      |
| Villareal       | 34     | Siviglia        | 33      |
| Real Sociedad   | 32     | Celta Vigo      | 30      |
| Siviglia        | 30     | Real Sociedad   | 27      |
| Valencia        | 23     | Rayo Vallecano  | 27      |
| Getafe          | 23     | Valencia        | 26      |
| Levante         | 23     | Villareal       | 25      |
| Granada         | 23     | Levante         | 25      |
| Espanyol        | 22     | Málaga          | 25      |
| Málaga          | 20     | Elche           | 22      |
| Osasuna         | 21     | Almería         | 21      |
| Almería         | 19     | Espanyol        | 20      |
| Celta Vigo      | 19     | Real Valladolid | 20      |
| Elche           | 18     | Getafe          | 19      |
| Real Valladolid | 16     | Granada         | 18      |
| Rayo Vallecano  | 16     | Osasuna         | 18      |
| Betis Siviglia  | 11     | Betis Siviglia  | 14      |

##### Rendimento casa-trasferta[4]
| Casa            | Casa | Trasferta       | Trasferta |
|                 |      |                 |           |
| Barcellona      | 50   | Atlético Madrid | 41        |
| Real Madrid     | 49   | Real Madrid     | 38        |
| Atlético Madrid | 49   | Barcellona      | 37        |
| Athletic Bilbao | 43   | Athletic Bilbao | 27        |
| Siviglia        | 37   | Villarreal      | 26        |
| Real Sociedad   | 37   | Siviglia        | 26        |
| Villareal       | 33   | Celta Vigo      | 24        |
| Valencia        | 33   | Real Sociedad   | 22        |
| Real Valladolid | 27   | Levante         | 21        |
| Levante         | 27   | Málaga          | 19        |
| Málaga          | 26   | Granada         | 19        |
| Espanyol        | 26   | Rayo Vallecano  | 19        |
| Elche           | 26   | Getafe          | 18        |
| Celta Vigo      | 25   | Espanyol        | 16        |
| Getafe          | 24   | Valencia        | 16        |
| Almería         | 24   | Almería         | 16        |
| Rayo Vallecano  | 24   | Osasuna         | 16        |
| Osasuna         | 23   | Elche           | 14        |
| Granada         | 22   | Real Valladolid | 9         |
| Betis Siviglia  | 18   | Betis Siviglia  | 7         |

#### Primati stagionali
Squadre
- Maggior numero di vittorie: Atletico Madrid (28)
- Minor numero di sconfitte: Atletico Madrid, Real Madrid (4)
- Migliore attacco: Real Madrid (103)
- Miglior difesa: Atletico Madrid (26)
- Miglior differenza reti: Barcellona (+67)
- Maggior numero di pareggi: Real Valladolid (15)
- Minor numero di pareggi: Rayo Vallecano (4)
- Maggior numero di sconfitte: Betis Siviglia (25)
- Minor numero di vittorie: Betis Siviglia (6)
- Peggiore attacco: Elche (30)
- Peggior difesa: Rayo Vallecano (80)
- Peggior differenza reti: Betis Siviglia (-42)
- Miglior serie positiva: Real Madrid (18 risultati utili consecutivi dall'11ª giornata alla 28ª giornata)
- Peggior serie negativa: Rayo Vallecano (6 sconfitte consecutive dalla 2ª alla 7ª giornata), Betis Siviglia (6 sconfitte consecutive dalla 31ª alla 36ª giornata)

Partite
- Più gol (10): Real Madrid - Siviglia 7-3
- Maggiore scarto di gol (7): Barcellona - Levante, Atl. Madrid - Getafe, Barcellona - Osasuna 7-0
- Maggior numero di reti in una giornata: 42 (14ª giornata)

### Individuali

#### Classifica marcatori
Fonte

Durante il campionato è stata messa a segno una quadripletta da Carlos Vela (Real Sociedad), durante Real Sociedad - Celta Vigo 4-3.
| Gol | Rigori |  | Giocatore         | Squadra         |
| --- | ------ |  | ----------------- | --------------- |
| 31  | 6      |  | Cristiano Ronaldo | Real Madrid     |
| 28  | 6      |  | Lionel Messi      | Barcellona      |
| 27  | 5      |  | Diego Costa       | Atlético Madrid |
| 19  |        |  | Alexis Sánchez    | Barcellona      |
| 17  |        |  | Karim Benzema     | Real Madrid     |
| 16  |        |  | Antoine Griezmann | Real Sociedad   |
| 16  | 2      |  | Aritz Aduriz      | Athletic Bilbao |
| 16  | 2      |  | Carlos Vela       | Real Sociedad   |
| 15  |        |  | Gareth Bale       | Real Madrid     |
| 15  |        |  | Pedro             | Barcellona      |
| 15  | 1      |  | Javi Guerra       | Real Valladolid |
| 15  | 2      |  | Kévin Gameiro     | Siviglia        |
| 14  |        |  | Ikechukwu Uche    | Villarreal      |
| 14  | 1      |  | Carlos Bacca      | Siviglia        |
| 14  | 2      |  | Nolito            | Celta Vigo      |

### Arbitri
Di seguito è indicata, in ordine alfabetico, la lista dei venti arbitri che hanno diretto almeno una partita della Primera División 2013-2014. Tra parentesi è riportato il numero di incontri diretti.
- Alfonso Javier Alvarez Izquierdo (5)
- Miguel Angel Ayza Gámez (4)
- Carlos Clos Gómez (5)
- Carlos Del Cerro Grande (4)
- Carlos Delgado Ferreiro (1)
- Javier Estrada Fernández (4)
- David Fernández Borbalán (5)
- Jesús Gil Manzano (5)
- José Luis González González (5)
- Alejandro Hernández Hernández (4)

- Ignacio Iglesias Villanueva (4)
- Juan Martínez Munuera (4)
- Antonio Mateu Lahoz (4)
- César Muñiz Fernández (3)
- Pedro Jesús Pérez Montero (4)
- Eduardo Prieto Iglesias (4)
- Fernando Teixeira Vitienes (4)
- José Antonio Teixeira Vitienes (4)
- Alberto Undiano Mallenco (4)
- Carlos Velasco Carballo (3)